# GPA
グレード・ポイント・アベレージ (Grade Point Average、GPA) とは、各科目の成績から特定の方式によって算出された学生の成績評価値のこと、あるいはその成績評価方式のことをいう。
米国の大学や高校などで一般的に使われており、留学、就職の際にその人の学力を測る指標となる。日本の大学においても一般的に導入されている。

## 概説
GPAの成績は、アメリカ合衆国で使われている計算方式であれば、まず、各科目の5段階評価を、以下のように換算し合計する。
| 評価           | 点数       | グレード  | ポイント |
| -------------- | ---------- | --------- | -------- |
| 優もしくは秀   | 90 - 100点 | AAまたはS | 4        |
| 良もしくは優   | 80 - 89点  | A         | 3        |
| 可もしくは良   | 70 - 79点  | B         | 2        |
| 準可もしくは可 | 60 - 69点  | C         | 1        |
| 不可           | 59点以下   | DまたはF  | 0        |

スコアは、各科目の(単位数×ポイント)の合計÷総単位数（履修登録単位の総数）で求めることができる。この場合、オールAA（またはS）なら4.00、オールDなら0.00となる（注意：国によって一般的な計算方式や値が違う。また、4.00が通常の最高値であっても、たとえば高校でのGPAの場合、大学相当の内容の講義を受けている場合には一定の補数を乗じて、その科目のAAを4以上として算出する場合もある。また、Dの学科目をGPAに含めないこともある）。
また、大学院においては9ポイントスケール (9.0=A+, 8.0=A, 7.0=A-,6.0=B+, 5.0=B, ...)を採用する大学もある（例: ミシガン大学大学院）。

## アメリカの就職活動で重視されるGPA
アメリカでは多くの企業が即戦力のある人物を求める。たとえ、応募者が大学生、新卒(new grads)であってもアメリカの企業は、その人物の専門的な知識と実務経験があることを採用で重視し、その人の「専攻」（major）で応募者たちを選抜していく。日本企業の新卒の募集要項のような「全学部全学科不問」ということはなく、学生が大学でどの専攻を選んだかで、その人の就職できる企業が限られていくのが現状である。
さらに、この専攻（major）と並んで、大学の成績「GPA」のスコアは非常に重要である。たとえば、投資銀行では、GPA(成績評価基準)が4.0中3.5以上の学生しか受け付けないといったケースや、大手企業ではGPA 4.0中3.0が応募の必要最低条件として課しているケースが普通にある。

## 日本でのGPAの導入
文部科学省によるとGPA制度を学部の段階で導入している日本の大学は2005 (平成17)年度には248大学（全体の35%）であったが、2011 (平成23)年度には453大学（全体の61%）、2016（平成28）年度には665大学（全体の90%）、2020（令和2）年度には734大学（98%）となっている。
アメリカの就職活動では、大学の成績「GPA」が非常に重視されるのに対して、日本の就職活動では、新卒の学生たちの大学の成績（GPA）はそれほど評価されていない傾向がある。
リクルートワークス研究所が毎年実施している「大卒求人倍率調査」によると、2019年4月入社の新卒一括採用を実施する予定、または実施中の企業では、「採用活動において大学の成績を重視する企業」の割合は、全体の 6.7％ という数値になった。日本的雇用慣行では、正社員を中心とした「OJT」があり、多くの企業は、主に20代の新入社員たちに即戦力をあまり期待しないからである。日本企業が20代の新入社員たちを一括で大量採用すると、新入社員たちは数年をかけて社内研修などで仕事を覚えていく。よって日本の企業は新卒の学生たちが大学で何を学んだかはあまり参考にせず、大学の成績「GPA」を重視しないケースが多い。
一方、大学の給付型奨学金を得る時には、学生の成績「GPA」を参考にして支給を決定するところがある。